# Oleksandr Saputin
Oleksandr Ihorovyč Saputin (in ucraino Олександр Ігорович Сапутін?; 13 novembre 2003) è un calciatore ucraino, portiere dello Zorja.

## Carriera

### Club
Saputin è cresciuto nel settore giovanile dello Zorja che lo ha acquistato nel 2020 dal Dnipro. Il 15 gennaio 2022 ha firmato il suo primo contratto professionistico ed il 5 marzo ha debuttato in prima squadra nell'incontro di Prem"jer-liha vinto 3-2 contro il Vorskla.
Al termine della stagione è stato inserito nella lista dei 100 candidati per il Golden Boy.

### Nazionale
Nel 2023 ha giocato un incontro con l'Ucraina Under-21.

## Statistiche

### Presenze e reti nei club
Statistiche aggiornate al 31 marzo 2024.
| Stagione        | Squadra         | Campionato      | Campionato | Campionato | Coppe nazionali | Coppe nazionali | Coppe nazionali | Coppe continentali | Coppe continentali | Coppe continentali | Altre coppe | Altre coppe | Altre coppe | Totale | Totale | Totale |
| Stagione        | Squadra         | Comp            | Pres       | Reti       | Comp            | Pres            | Reti            | Comp               | Pres               | Reti               | Comp        | Pres        | Reti        | Pres   | Reti   |        |
| --------------- | --------------- | --------------- | ---------- | ---------- | --------------- | --------------- | --------------- | ------------------ | ------------------ | ------------------ | ----------- | ----------- | ----------- | ------ | ------ | ------ |
| 2022-2023       | Zorja           | PL              | 15         | -12        | CU              | 0               | 0               | UECL               | 0                  | 0                  |             | -           | -           | 15     | -12    |        |
| 2023-2024       | Zorja           | PL              | 10         | -12        | CU              | 1               | 0               | UEL+UECL           | 0+1                | 0                  |             | -           | -           | 12     | -12    |        |
| Totale carriera | Totale carriera | Totale carriera | 25         | -24        |                 | 1               | 0               |                    | 1                  | 0                  |             | -           | -           | 27     | -24    |        |